# Каламаринка
Калама́ринка —  село в Україні, у Щиборівській сільській громаді Хмельницького району Хмельницької області. Населення становить 258 осіб.

## Історія
Легенда розповідає, що біля цього поселення пролягав чумацький шлях. Козаки зупинилися тут переночувати, бо на пагорбі знаходилась корчма, якою завідувала жінка Маринка.
Коли подорожні під’їжджали чи підходили до цього місця, то говорили : «Відпочинемо, тут біля корчми, коло Маринки». Звідси і пішла назва села Каламаринка. Також  згадується село Каламаринка в «Историко-статистическом описании церквей и приходов Волынской епархии», де сказано, що село Каламаринка належало дворянину Ксаверію Михайловичу Пржецславському, а від нього перейшло до баронеси Де-Шодуар. В селі Каламаринка була збудована в 1756 році дерев’яна церква на кошти князя Януша – Олександра Сангушко.
16 липня 1941року село було окуповано німецько-нацистськими загарбниками. За роки окупації на каторжні роботи до Німеччини було насильно вивезено 18 місцевих жителя.
Каламаринку було звільнено 9 березня 1944року. За роки війни загинуло 32 жителя села.

## Населення

### Мова
Розподіл населення за рідною мовою за даними перепису 2001 року:
| Мова       | Кількість | Відсоток |
| ---------- | --------- | -------- |
| українська | 258       | 100%     |